# Ludodactylus sibbicki
O Ludodactylus sibbicki é uma espécie de pterossauro, a única conhecida com cristas e dentes, que foi descrita na década de 1970.